# Arrenga comú
L'arrenga comú (Myophonus caeruleus) és una espècie d'ocell paseriforme de la família dels muscicàpids. És coneguda pel seu cant, un xiulet similar a la veu humana, a l'alba i al vespre. Es pròpia de l'Himàlaia, el subcontinent indi i el sud-est d'Àsia. Igual que els altres membres del seu gènere, s'alimenta a terra, sovint al llarg de rierols i llocs humits, de cargols, crancs, fruits i insectes. El seu estat de conservació es considera de risc mínim.